# Sphingonotus brasilianus
Sphingonotus brasilianus är en insektsart som beskrevs av Henri Saussure 1888. Sphingonotus brasilianus ingår i släktet Sphingonotus och familjen gräshoppor. Inga underarter finns listade i Catalogue of Life.